# لوديني
لوديني، (بالإنجليزية: Lodine)‏، (سردينيا: لودين)، هي بلدية، في نوورو، سردينيا، إيطاليا.

## السكان
في سنة 1861 بلغ عدد السكان 116 نسمة، وتطور العدد ليصل في سنة 2011 لـ 358 نسمة.
يظهر هذا المخطط البياني تطور النمو السكاني لـ لوديني